# نور حقي
نور باسل حقي (التي ولدت في الحادي والثلاثين من مارس عام 1979) هي سباحة عراقية معتزلة، اشتهرت وتخصصت في السباحة الحرة، مثلت العراق في سباق السباحة الحرة 50 متر للسيدات في دورة الألعاب الأوليمبية الصيفية التي أُقُيمت في سيدني عام 2000، وحصلت على تذكرة من الاتحاد الدولي للسباحة FINA ضمن برنامج عالمي مسجلة زمن دخول قدره 30.15، ونافست نور حقي ست متسابقات آخريات في المجموعة الثانية من السباق نفسه، كان من بينهن المتسابقة (هيم راكسمي) السبًاحة الكمبودية التي شاركت في الألعاب الأوليمبية مرتين، والمتسابقة المالديفية فريحة فتحيماث البالغة من العمر 13 عامًا، ودخلت السباق بأسرع زمن مُسجل ولكنها تراجعت لتسجل زمن أخير قدره 35.51، متأخرة بذلك أكثر من 5ثواني عن زمن الدخول، وفشلت بذلك في الصعود إلي النص نهائيات؛ حيث احتلت المركز الـ71 في الدورة التمهيدية.

## روابط خارجية
- نور حقي على موقع الاتحاد الدولي للسباحة (الإنجليزية)
- نور حقي على موقع SwimRankings.net (الإنجليزية)
- نور حقي على موقع أوليمبيديا (الإنجليزية)